# Metoligotoma begae
Metoligotoma begae är en insektsart som beskrevs av Davis 1938. Metoligotoma begae ingår i släktet Metoligotoma och familjen Australembiidae. Inga underarter finns listade i Catalogue of Life.